# Next Generation Network
NGN (ang. Next Generation Network – sieć następnej generacji) – kluczowe zmiany w architekturze sieci telekomunikacyjnych, które nastąpią w ciągu następnych 5-10 lat.
Ogólna idea NGN polega na tym, że jedna sieć będzie transportować wszystkie informacje (jak głos, dane, wideo) i realizować usługi telekomunikacyjne w postaci pakietowej, tak jak ma to miejsce w Internecie.
Sieci NGN są zwykle budowane w oparciu o protokół internetowy (Internet Protocol) i dlatego często te sieci określa się jako „all-IP”.

## Definicja
Według definicji ITU-T Next Generation Network (NGN), sieć następnej generacji jest to sieć pakietowa realizująca usługi telekomunikacyjne i wykorzystująca wiele szerokopasmowych technik transportowych z gwarancją jakości usług (QoS), i w której funkcje usługowe są niezależne od wykorzystywanych technik transportowych. 
Pozwala to użytkownikom sieci na nieskrępowany dostęp do sieci, do konkurujących ze sobą usługodawców i/lub do wybranych usług. NGN realizuje uogólnioną mobilność, co pozwala na spójne i powszechne świadczenie usług. 
Praktycznie NGN powoduje trzy główne zmiany w architekturze sieci telekomunikacyjnej.
W sieci rdzeniowej, NGN prowadzi do konsolidacji wielu (specjalizowanych lub nakładkowych) sieci transportowych, budowanych w przeszłości dla różnych służb, w jedną rdzeniową sieć transportową (często w oparciu o IP i Ethernet). Między innymi prowadzi to do migracji architektury telefonicznej (PSTN) od komutacji kanałów do VoIP, a także migracji komercyjnej dotychczasowych usług, takich jak X.25, Frame Relay – do nowych usług jak np. VPN albo migracji technicznej przez emulację dotychczasowych usług w NGN.
W sieci dostępowej przewodowej, NGN prowadzi do migracji od oddzielnej obsługi głosu i danych w centralach miejscowych do DSLAM integrujących porty telefoniczne VoIP, co pozwala na wyeliminowanie telefonicznej infrastruktury komutacyjnej. 
W sieci dostępowej telewizji kablowej, NGN prowadzi do migracji realizacji usług VoIP i SIP jako standardu warstwy danych kablowych na bazie standardu DOCSIS.
W NGN jest zdefiniowana separacja sfery transportowej sieci i sfery usługowej sieci. Oznacza to, że jeśli usługodawca chce udostępnić nową usługę, to robi to definiując ją w sferze usługowej, bez uwzględniania sfery transportowej – usługi są niezależne od rozwiązań transportu. Dodatkowo jest tendencja do uniezależniania aplikacji (w tym telefonicznych) od sieci dostępowej i umieszczania ich w urządzeniach końcowych (telefony, komputery osobiste, dekodery).

## Standardowe rozwiązania techniczne
Podstawę NGN stanowią technologie internetowe, a w tym IP i MPLS.
Na poziomie aplikacji SIP przejmuje rolę ITU-T H.323.
Dla aplikacji telefonicznych najważniejszym urządzeniem NGN jest softswitch – urządzenie realizujące połączenia VoIP. Jedną z najważniejszych funkcji softswich’a jest realizacja interfejsu istniejącej sieci telefonicznej (PSTN) poprzez bramy sygnalizacyjne (Signalling Gateways – SG) i bramy medialne (Media Gateways – MG). Termin „softswitch” może być różnie definiowany przez różnych producentów a także może obejmować nieco inne funkcje.
Agent połączeń (Call Agent) jest ogólnym określeniem urządzeń/systemów sterowania połączeniami.
IP Multimedia Subsystem (IMS) jest standardową architekturą funkcji usługowych opartych na mediach internetowych. 